# Спас-Купалище
Спас-Купа́лище — село в Судогодском районе Владимирской области. Входит в состав Лавровского сельского поселения. Население на 2010 год — 34 человека.
В селе расположен ансамбль подворья Боголюбского монастыря.

## Расположение
Село стоит на правом (южном) берегу реки Клязьмы при впадении в неё притока Судогда. Высота центра населённого пункта составляет 100 метров. С запада к территории подступает смешанный лес (образующие породы — берёза и сосна).

## История
Согласно легенде, название села связано с событием XVI века. Возвращаясь после одного из казанских походов, Иван Грозный якобы решил искупаться у слияния Судогды с Клязьмой, и при этом едва не утонул.
Первые упоминания о здешней церкви датируются 20-ми годами XVII века: «церковь Преображения Господа Бога и Спаса Нашего И. Христа на погосте на Купалищах».
На этом месте сменилось за ветхостью несколько деревянных церквей, пока в XIX веке не был построен каменный собор. В 1852 году — построен тёплый (отапливаемый) храм; 1869—1881 г. — построен холодный храм Свято-Преображенского собора. В храме было пять престолов: в холодном — во имя Преображения Господня, св. блг. князя Александра Невского и свт. Николая Чудотворца. В теплом — во имя св. Троицы и Покрова Пресвятой Богородицы.
После революции храм был разорен и заброшен. В таком заброшенном виде простоял до начала XXI века. Кладбище, находившееся рядом с храмом, использовалось и при заброшенном храме.
В 2001 году было начато строительство монастырского комплекса вокруг старого Свято-Преображенского собора, а сам собор отреставрирован и восстановлен. В ходе восстановления монастыря имели место некоторые конфликты, связанные с переносом монахами надгробий на кладбище у Свято-Преображенского собора.

## Население
| 1859 | 1905 | 1926 | 2002 | 2010 | 2021 |
| ---- | ---- | ---- | ---- | ---- | ---- |
| 21   | ↗50  | ↗59  | ↘0   | ↗34  | →34  |

## Транспорт
На Клязьме была пристань, курсировали теплоходы.